# Сильвініт
Сильвіні́т — осадова гірська порода хімічного походження, складається головним чином з сильвіну та кухонної солі (галіту). Належить до групи соляних порід.

## Етимологія та історія
Порода названа за основною складовою — мінералом сильвіном. Назва Сильвініт на честь голландського лікаря, фізіолога, анатома і хіміка Франциска Сільвія (Карл Крістіан Оксеніус, 1877).

## Загальний опис
Являє собою щільний аґреґат кристалів сильвіну, галіту, карналіту і інш. галогенних і сульфатних мінералів. Вміст компонентів в сильвініті: KCl 12-60 %, NaCl 22-80 %, MgCl2 до 2,5 %, Ca[SO4] 0,2-12 %. Присутні домішки K2[SO4] (0,1-4,0 %), Mg[SO4] (2,5-26 %) і глинистих мінералів. Виділяються різновиди сильвініту за забарвленням (червоні і строкаті), текстурними ознаками і мінеральним складом домішок. Сильвініт утворюється головним чином хемогенним шляхом внаслідок випадання KCl і NaCl в осад з басейнів підвищеної солоності (як правило, прибережно-морського або лагунного типу) в умовах аридного клімату.
Сильвініт дуже гігроскопічний, часто має червоний колір і зазвичай зустрічається разом з кізеритом, ангідритом і кам'яною сіллю.

## Поширення
Родовища сильвініту відомі в Україні (Калуське), РФ, Бєларусі, ФРН, США, КНР, Бразилії, Франції, Німеччині, Казахстані, Словаччині та Іспанії і інш.
В Україні сильвініт поширений на Прикарпатті (Голинське, Калуське, Стебницьке та інші родовища).

## Використання
Сильвініт є основною сировиною для калійно-добривної промисловості. Сильвініт є найважливішим джерелом для виробництва поташу. Більшість канадських підприємств видобувають сильвініт із вмістом приблизно 31% KCl і 66% NaCl, а залишок становлять нерозчинні глини, ангідрит і в деяких місцях карналіт. 